# Ritu maçònic

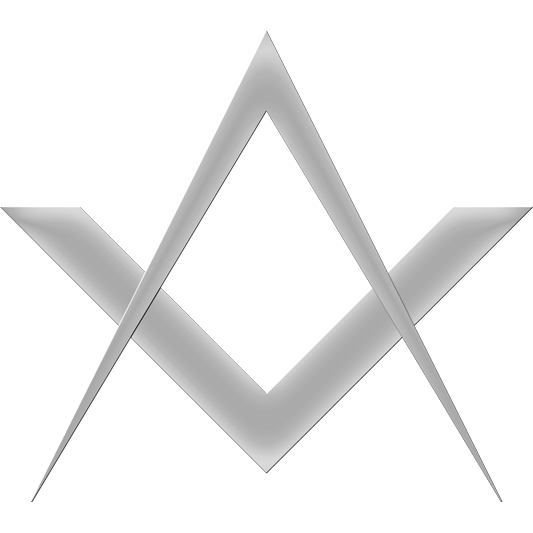
Símbol de l'escaire i el compàs

Un ritu maçònic és un conjunt coherent de rituals i de pràctiques maçòniques.

## Història
Al segle xvii, els rituals maçònics, molt més senzills que els del segle següent, no eren considerats per a ser escrits i mai no eren impresos. No són coneguts actualment més que gràcies a un petit nombre de notes manuscrites que s'han escapat a la regla i al temps, així com per algunes antigues divulgacions. L'estudi d'aquests documents ensenya que van evolucionar considerablement amb el temps.
Al segle xviii, després de la reorganització de les pràctiques després de la fundació primeres Grans Lògies, els antics i els moderns practiquen de nou rituals força similars, que no es distingeixen més que per petits punts destacables, tals com la col·locació de certs elements simbòlics, la manera de transmetre les contrasenyes, o una referència més o menys important a la religió cristiana.
Tanmateix, des del 1740, es veuen aparèixer noves divergències, al costat dels rituals tradicionals dels tres primers graus, sota la forma de diversos centenars de rituals de graus addicionals anomenats «alts graus», dels quals molts no eren més que variants uns dels altres, o van restar com a projectes, o en realitat mai no van ser veritablement practicats. Aquesta multiplicació dels rituals maçònics porta a diverses iniciatives que apunten a normalitzar les pràctiques i a reunir-los en conjunts coherents i estables: els ritus maçònics.

## Llista de ritus maçònics
- Ritu dels Antics Deures
- Ritu Nacional de Mèxic
- Ritu del Mot de Maçó
- Ritu dels Moderns
- Ritu York
- Ritu Suec
- Ritu Zinnendorf
- Ritu Estàndard d'Escòcia
- Ritu Escocès Rectificat
- Ritu Francès
- Ritu Escocès Antic i Acceptat
- Ritu de Misraïm
- Ritu d'Emulació
- Ritu de Memphis
- Ritu Escocés Primitiu
- Ritu Templer Antic
- Ritu Operatiu de Salomó
- Ritu Brasileiro